# 837 Schwarzschilda
837 Schwarzschilda è un asteroide della fascia principale. Scoperto nel 1916, presenta un'orbita caratterizzata da un semiasse maggiore pari a 2,2979513 UA e da un'eccentricità di 0,0408685, inclinata di 6,72895° rispetto all'eclittica.
Il suo nome è in onore di Karl Schwarzschild, un astronomo tedesco.